# Formatie van Souverain-Pré
De Formatie van Souverain-Pré is een geologische formatie in de Belgische ondergrond. De formatie is gevormd in het late Devoon en bestaat uit kalksteen gevormd in een ondiepe warme binnenzee. De formatie is genoemd naar Souverain-Pré, een gehucht aan de Ourthe in de Luikse gemeente Esneux.

## Lithologie en facies
Kenmerkend voor de Formatie van Souverain-Pré zijn grijze kalkknollen in een matrix van zand, silt of klei/schalie, die het gesteente een duidelijke splijting geeft. De kalkknollen kunnen zo groot zijn als eieren en liggen in de splijtingsrichting gerangschikt. Er komen fossielen in voor, vooral crinoïden. 
Hogerop in de formatie wordt de knollige textuur geleidelijk vervangen door banken van kleiige kalksteen. Lokaal kunnen arenietlagen (zandsteen) voorkomen, soms met schelpen van brachiopoden.
De Formatie van Souverain-Pré is de enige formatie uit het Famenniaan van België die uit echt carbonaatgesteente bestaat. In andere formaties is sprake van meer terrigene invloed. De formatie werd gevormd in kustnabije omstandigheden, deels dichtbij riffen en/of onder invloed van de getijdewerking.

## Voorkomen en stratigrafie
De Formatie van Souverain-Pré komt alleen voor in de Condroz en de Synclonoria van Dinant en Verviers. In het westen van het Synclinorium van Dinant gaat de formatie lateraal over in de Formatie van Ciney, waarin de zand- en siltsteen sterker domineren. In het noorden (Synclinorium van Namen) is de Formatie van Souverain-Pré afwezig.
De Formatie van Souverain-Pré is gemiddeld ongeveer 100 meter dik in het verspreidingsgebied, maar de dikte kan lokaal oplopen tot 180 meter. De ouderdom ligt in het midden of het bovenste deel van het Famenniaan. Daarmee is de formatie rond de 365-360 miljoen jaar oud.
De Formatie van Souverain-Pré ligt boven op de Formatie van Esneux en wordt afgedekt door de Formatie van Montfort.